# ガッシャーブルムII峰
ガッシャーブルムII峰（Gasherbrum II, ウルドゥー語: گاشر برم -2）は、中国とパキスタンの国境のカラコルム山脈・ガッシャーブルム山塊にある山である。
標高8035 mで、世界第13位。「ガッシャーブルム」はチベット語で「輝く峰」の意味であるといわれることが多いが、実際はバルティ語（現地のチベット語方言）で「美しい山」（"rgasha" （美しい） + "brum" （山））を意味する。
インドの測量局のカラコルム測量時の測量番号はK4。

## 登頂歴
- 1956年7月7日 - オーストリア隊のフリッツ・モラベック、ヨーゼフ・ラルヒ、ヨハン・ヴィーレンパルトが初登頂。無酸素。
- 1984年 - ラインホルト・メスナー、ハンス・カマランダーがガッシャーブルムI峰との初縦走。
- 1990年7月26日 - イエティ同人隊の遠藤晴行、鈴木孝雄、田辺治、遠藤由加が無酸素登頂。
- 1993年7月31日 - 小西浩文、戸高雅史、山野井泰史らが無酸素登頂
- 2005年 - ゲルリンデ・カルテンブルンナーが無酸素登頂
- 2007年6〜7月 - 竹内洋岳が登頂中に雪崩に巻き込まれ、腰椎破裂骨折などの重傷を負う。同行者2名死亡。
- 2008年7月8日 - 竹内洋岳がクラシックルートを無酸素にて登頂。
- 2011年2月2日 - シモーネ・モーロ、デニス・ウルブコ、コートニー・リチャーズが冬季初登頂。